# Peter Oluf Brøndsted
Peter Oluf Brøndsted, född den 17 november 1780, död den 26 juni 1842, var en dansk arkeolog.
Brøndsted var professor i klassisk filologi i Köpenhamn, och företog flera forskningsresor till Italien och Grekland, vilkas resultat han samlade i ett flertal arbeten, av vilka det mest betydande är Voyage dans la Grèce (2 band, 1825-30), som innehåller dels en översikt av Brøndsteds utgrävningar på Keos, dels en tydning av Parthenons metoper.

## Utmärkelser
- Dannebrogsmännens hederstecken,  1826[8]
- Kommendör av Dannebrogorden,  1840[8]
- Köpenhamns universitets guldmedalj[8]

[Redigera Wikidata]